# Жълтоклюн гмуркач
Жълтоклюният гмуркач (Gavia adamsii) е птица от семейство Гмуркачови. Среща се и в България.